# Wacław Kalikst Bieńkiewicz
Wacław Kalikst Bieńkiewicz (ur. 14 listopada 1863 w Awizańcu (powiat sejneński), zm. 2 marca 1928 w Brześciu) – polski weterynarz.
Absolwent warszawskiego Instytutu Weterynaryjnego z 1890. Pracował zawodowo na Syberii i w Kazachstanie, a w okresie obu rosyjskich rewolucji (rewolucja lutowa i rewolucja październikowa, 1917-1920) w Orenburgu. Od 1921 w Polsce, od 1922 inspektor weterynaryjny w województwie poleskim. W swej pracy naukowej specjalizował się w chorobach i hodowli bydła, czemu poświęcił liczne artykuły. Badał także dziką faunę Kazachstanu.  

## Literatura dodatkowa
- Konrad Millak: Bieńkiewicz Wacław Kalikst. W: Polski Słownik Biograficzny. T. 2: Beyzym Jan – Brownsford Marja. Kraków: Polska Akademia Umiejętności – Skład Główny w Księgarniach Gebethnera i Wolffa, 1936, s. 71–72. Reprint: Zakład Narodowy im. Ossolińskich, Kraków 1989, ISBN 83-04-03291-0